# 小代神社
小代神社（おじろじんじゃ / こしろじんじゃ）は、兵庫県美方郡香美町小代区秋岡にある神社。

## 概要
小代神社はもともと「神明宮」という名称であったが、明治3年（1870）の神仏引分の際に現在の「小代神社」と改められた。延喜式神名帳には小代神社二座と記載されており、歴史ある神社である。

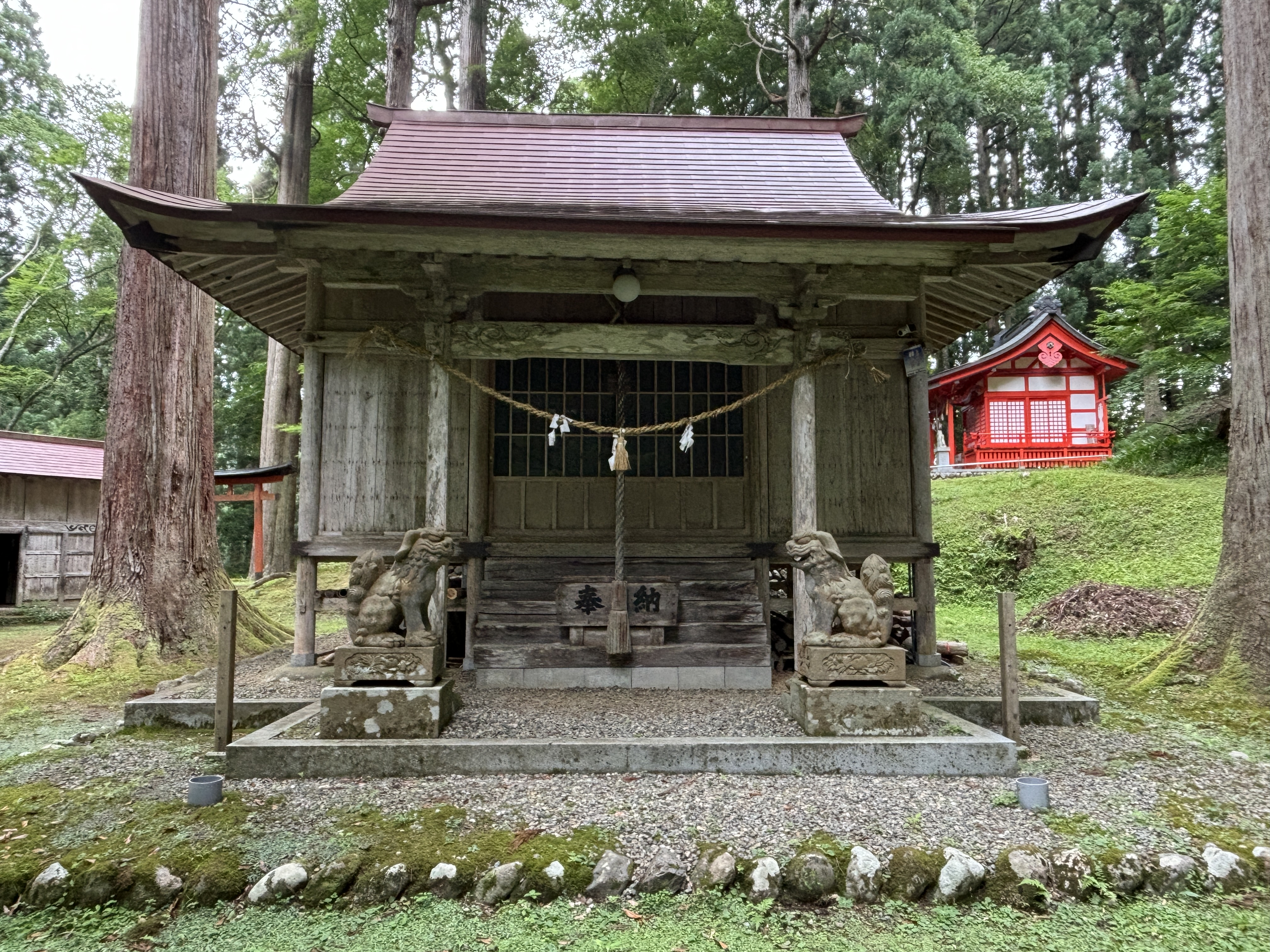
小代神社の拝殿

## 祭神

### 主祭神
- 天照皇大神（アマテラスオオミカミ/天照大神）[1]

### 配祀神
- 蒼稲魂命（ウカノミタマ）[1]
- 牛知魂命[1]

但馬秘鍵抄という古書に、小代神社に蒼稲魂命、牛知魂命を祀るという記述があり、畜産守護の神として崇拝されていたと思われる。

## 歴史
出典:
創立年代は不明。鎌倉時代には神田二町を領有した。延喜式神名帳に小代神社二座　但馬国七美郡　と記載されている。
元和元年（1615）、享保13年（1728）に本殿を造営。
明治3年（1870）名称を神明宮から現在の小代神社に改める。

## 重要建築物
出典：

### 外宮（左社殿）
- 建立：18世紀後期
- 様式：一間社流造、正面千鳥破風付、軒唐破風付、柿葺

### 内宮（右社殿）
- 建立：18世紀後期
- 様式：一間社流造、正面千鳥破風付、軒唐破風付、柿葺

### 観音堂
- 建立：1753（宝暦3）年
- 様式：桁行三間、梁間三間、切妻造、鉄板葺

## 指定文化財

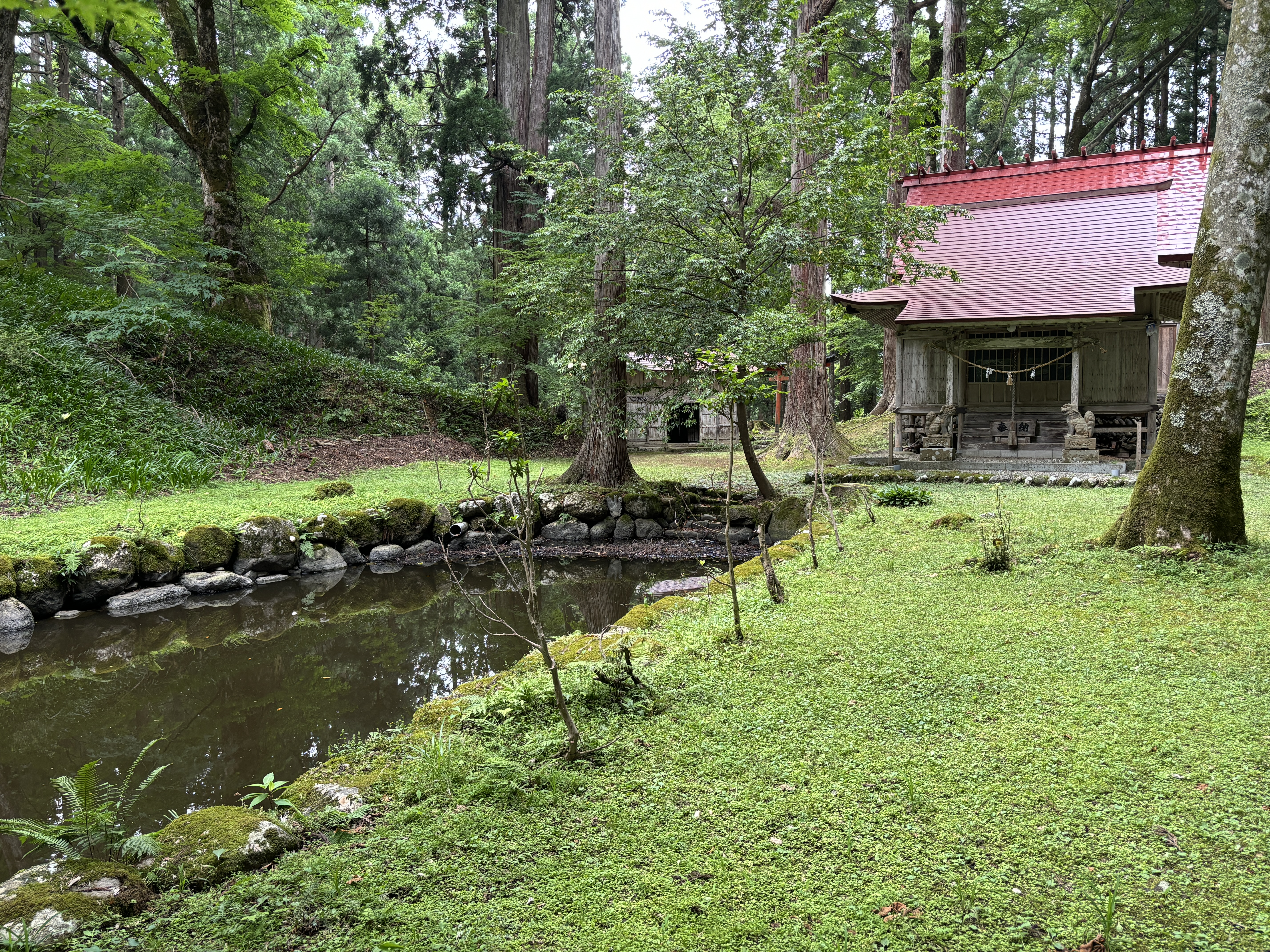
小代神社手前の池

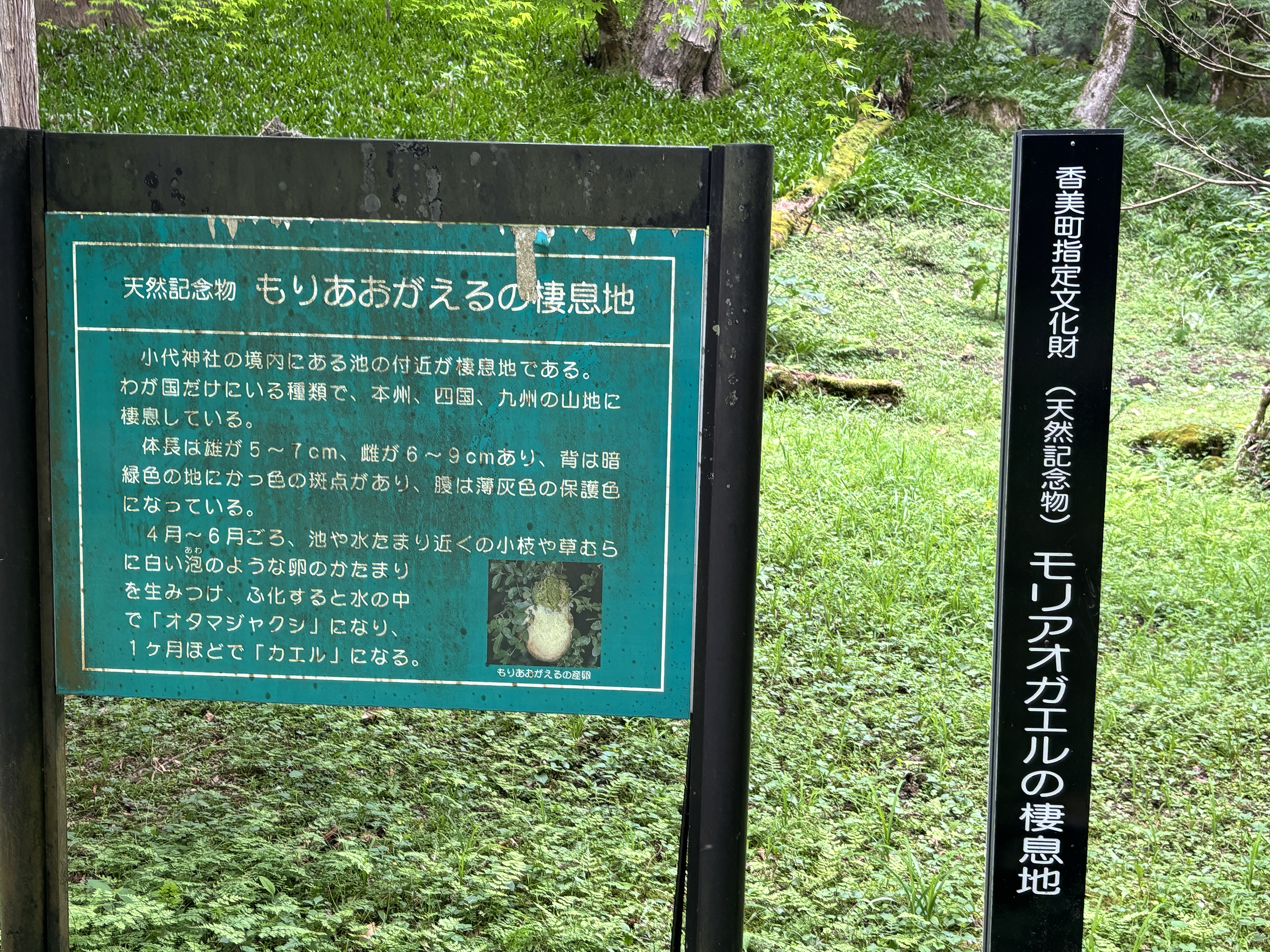
小代神社がモリアオガエルの棲息地であることを表す看板

### モリアオガエルの棲息地（1993/3/31指定）
本殿の手前には、長さ約7～8m、幅約4～5mの長円形をした池があり、この池の水を取り替えると、どのような干ばつに悩まされていようと必ず降雨が期待できるという言い伝えが存在する。この池は兵庫県において絶滅危惧Ⅱ類のレッドリストに指定されているモリアオガエルの棲息地となっており、町指定文化財に登録されている。

### 小代神社の巨木群（2005/3/31指定）
小代神社境内には、多くの巨木が林立しており、それらは「小代神社の巨木群」としてモリアオガエル同様、町指定文化財に登録されている。なかでも、ハリギリは、高さ約29ｍ、幹回り約3ｍと、兵庫県内の同樹種の中で一番の大きさを誇る。

## 交通
- 湯村温泉から車で約30分　※積雪期間通行不可（12月下旬～4月上旬）
- 駐車場あり（無料）